# Bahnstrecke Seligenstadt–Volkach
| |                      |                                |                                |
| Streckennummer (DB): | 5203                 |                                |                                |
| Kursbuchstrecke (DB): | 12818                |                                |                                |
| Kursbuchstrecke: | 418a (1946)          |                                |                                |
| Streckenlänge: | 10,6 km              |                                |                                |
| Spurweite: | 1435 mm (Normalspur) |                                |                                |
| Maximale Neigung: | 23 ‰                 |                                |                                |
| Minimaler Radius: | 180 m                |                                |                                |
| Streckengeschwindigkeit: | 50 km/h              |                                |                                |
| |                      |                                |                                |
| \| \| \| von Rottendorf \| \| \| \| 0,00 \| Seligenstadt (b Würzburg) \| 281 m \| \| \| \| nach Bamberg \| \| \| \| 0,29 \| Seligenstadt Mainschleifenbahn \| Seligenstadt Mainschleifenbahn \| \| \| 2,23 \| Prosselsheim \| 274 m \| \| \| \| Oberpleichfelder Straße WÜ 3 \| \| \| \| 3,90 \| Dettelbach \| Dettelbach \| \| \| \| Püssensheimer Straße St 2270 \| \| \| \| \| Würzburger Straße St 2260 \| \| \| \| 5,03 \| Untereisenheim \| 273 m \| \| \| 5,26 \| Eisenheim \| 270 m \| \| \| \| St 2260 \| \| \| \| 6,07 \| Escherndorf \| 268 m \| \| \| 7,23 \| Vogelsburg (bis 1922) \| 250 m \| \| \| 9,79 \| Astheim \| Astheim \| \| \| \| \| \| \| \| 10,10 \| Volkach-Astheim \| 205 m \| \| \| 10,20 \| Mainbrücke Volkach St 2260 \| Mainbrücke Volkach St 2260 \| \| \| 10,50 \| Volkach \| Volkach \| \| \| 10,63 \| Volkach (Main) \| 197 m \| \| \| \| \| \| \| Quellen: [1][2][3] \| \| \| \| |                      |                                |                                |
| Strecke |                      | von Rottendorf                 | von Rottendorf                 |
| Bahnhof | 0,00                 | Seligenstadt (b Würzburg)      | 281 m                          |
| Abzweig ehemals geradeaus und nach links |                      | nach Bamberg                   | nach Bamberg                   |
| Haltepunkt / Haltestelle Strecke bis hier außer Betrieb | 0,29                 | Seligenstadt Mainschleifenbahn | Seligenstadt Mainschleifenbahn |
| Bahnhof | 2,23                 | Prosselsheim                   | 274 m                          |
| Bahnübergang |                      | Oberpleichfelder Straße WÜ 3   | Oberpleichfelder Straße WÜ 3   |
| Brücke über Wasserlauf | 3,90                 | Dettelbach                     | Dettelbach                     |
| Bahnübergang |                      | Püssensheimer Straße St 2270   | Püssensheimer Straße St 2270   |
| Bahnübergang |                      | Würzburger Straße St 2260      | Würzburger Straße St 2260      |
| ehemaliger Bahnhof | 5,03                 | Untereisenheim                 | 273 m                          |
| Haltepunkt / Haltestelle | 5,26                 | Eisenheim                      | 270 m                          |
| Bahnübergang |                      | St 2260                        | St 2260                        |
| Haltepunkt / Haltestelle | 6,07                 | Escherndorf                    | 268 m                          |
| ehemaliger Haltepunkt / Haltestelle | 7,23                 | Vogelsburg (bis 1922)          | 250 m                          |
| ehemaliger Haltepunkt / Haltestelle | 9,79                 | Astheim                        | Astheim                        |
| Bahnübergang |                      |                                |                                |
| Haltepunkt / Haltestelle Strecke ab hier außer Betrieb | 10,10                | Volkach-Astheim                | 205 m                          |
| Brücke über Wasserlauf (Strecke außer Betrieb) | 10,20                | Mainbrücke Volkach St 2260     | Mainbrücke Volkach St 2260     |
| Brücke über Wasserlauf (Strecke außer Betrieb) | 10,50                | Volkach                        | Volkach                        |
| Kopfbahnhof Streckenende (Strecke außer Betrieb) | 10,63                | Volkach (Main)                 | 197 m                          |
| |                      |                                |                                |
| Quellen: |                      |                                |                                |

Die Bahnstrecke Seligenstadt–Volkach ist eine Nebenbahn in Bayern. Sie zweigt im Bahnhof Seligenstadt (bei Würzburg) aus der Bahnstrecke Bamberg–Rottendorf ab und führt in der Volkacher Mainschleife nach Volkach.
Die Königlich Bayerischen Staatseisenbahnen erbauten und eröffneten die Strecke 1909 als Lokalbahn. Im Volksmund war die Strecke früher als „Säuferbähnle“ bekannt. Die Deutsche Bundesbahn stellte den Personenverkehr 1968 und den Güterverkehr 1991 auf der Strecke ein. Die Stilllegung erfolgte 1994. Ein touristischer Verkehr unter dem Namen Mainschleifenbahn wurde 2003 zwischen Seligenstadt Mainschleifenbahn und Volkach-Astheim durch die Betriebsgesellschaft Mainschleifenbahn aufgenommen. Die Landkreise Kitzingen und Würzburg streben einen täglichen Personennahverkehr wieder ab 2028 an.

## Geschichte
Nachdem das Bayerische Gesetz vom 10. August 1904 die Errichtung einer Bahnstrecke zur Anbindung der Stadt Volkach genehmigt hatte, wurde im Sommer 1907 mit dem Bau begonnen. Als Ausgangspunkt wurde der rund zehn Kilometer von Volkach entfernte Bahnhof Seligenstadt gewählt, wo ein Anschluss zur bereits 1854 fertiggestellten Ludwigs-West-Bahn bestand. Nach knapp zweijähriger Bauzeit konnte die Strecke als Lokalbahn der Bayerischen Staatsbahnen am 14. Februar 1909 eröffnet werden. Ihren Beinamen „Säuferbähnle“ erhielt die Bahn, weil sie häufig auch von Ausflüglern genutzt wurde, die an der Mainschleife zechten.

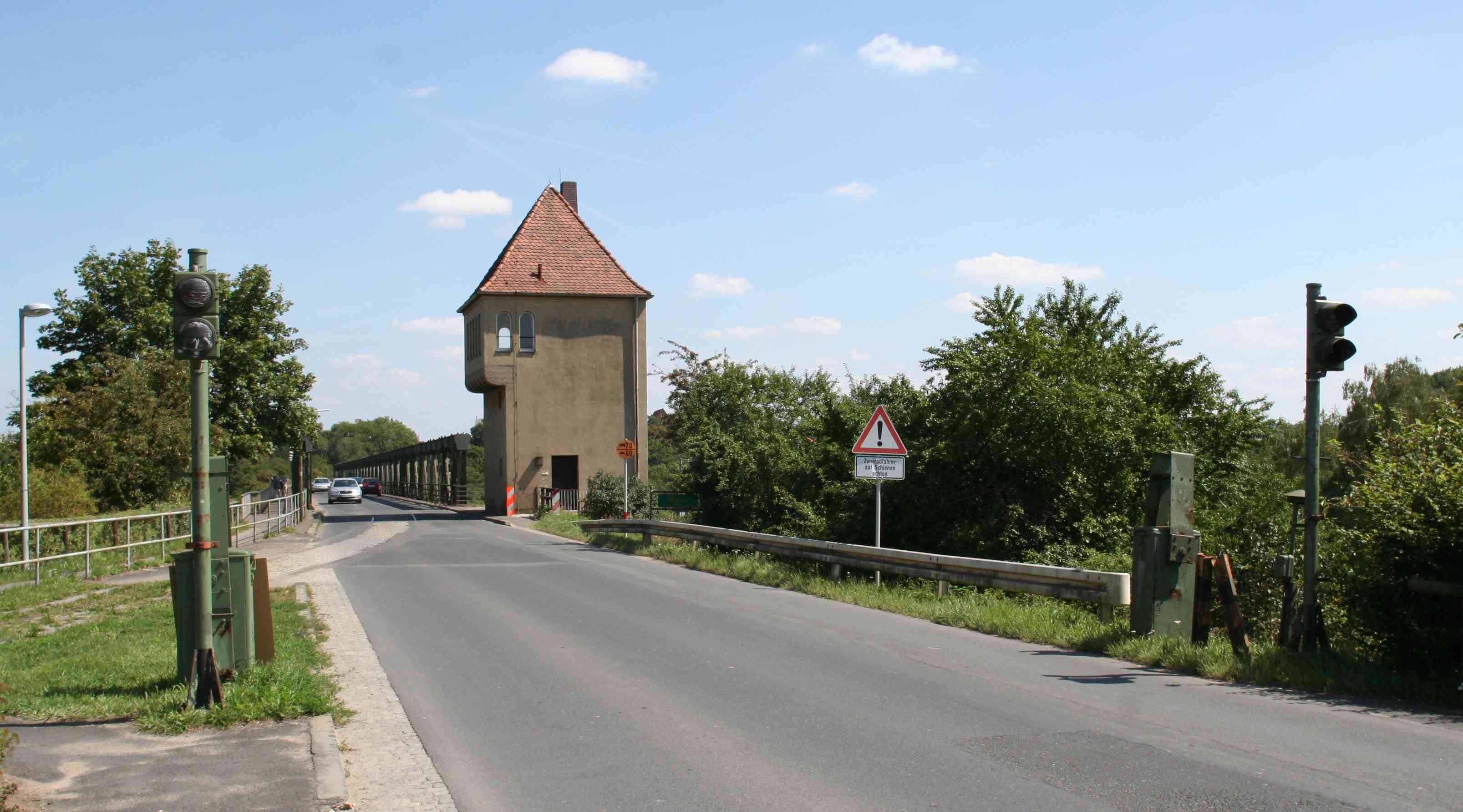
Mainbrücke mit Brückenwärterhaus (2009)

Am Ende des Zweiten Weltkriegs wurde am 7. April 1945 die Volkacher Mainbrücke gesprengt und vier Jahre später durch ein Provisorium ersetzt, das nur bis zur Errichtung eines neuen Brückenbauwerks dienen sollte. Dieses wurde jedoch über Jahrzehnte nicht realisiert. Im Zuge des Ausbaus des Mains zur Großschifffahrtsstraße wurde die Behelfsbrücke 1959 um 1,69 Meter angehoben.
Für den regelmäßigen Personenverkehr wurde die Bahn bis zum 28. September 1968 genutzt, doch auch danach fuhren noch Sonderzüge aus ganz Süddeutschland nach Volkach.
Im Jahr 1991 wurde auch der Güterverkehr eingestellt, der zuletzt noch der Bundeswehr oder Mineralöltransporten aus dem Öltanklager in Volkach gedient hatte. Am 28. Mai 1994 wurde die Mainschleifenbahn von der Deutschen Bahn stillgelegt.

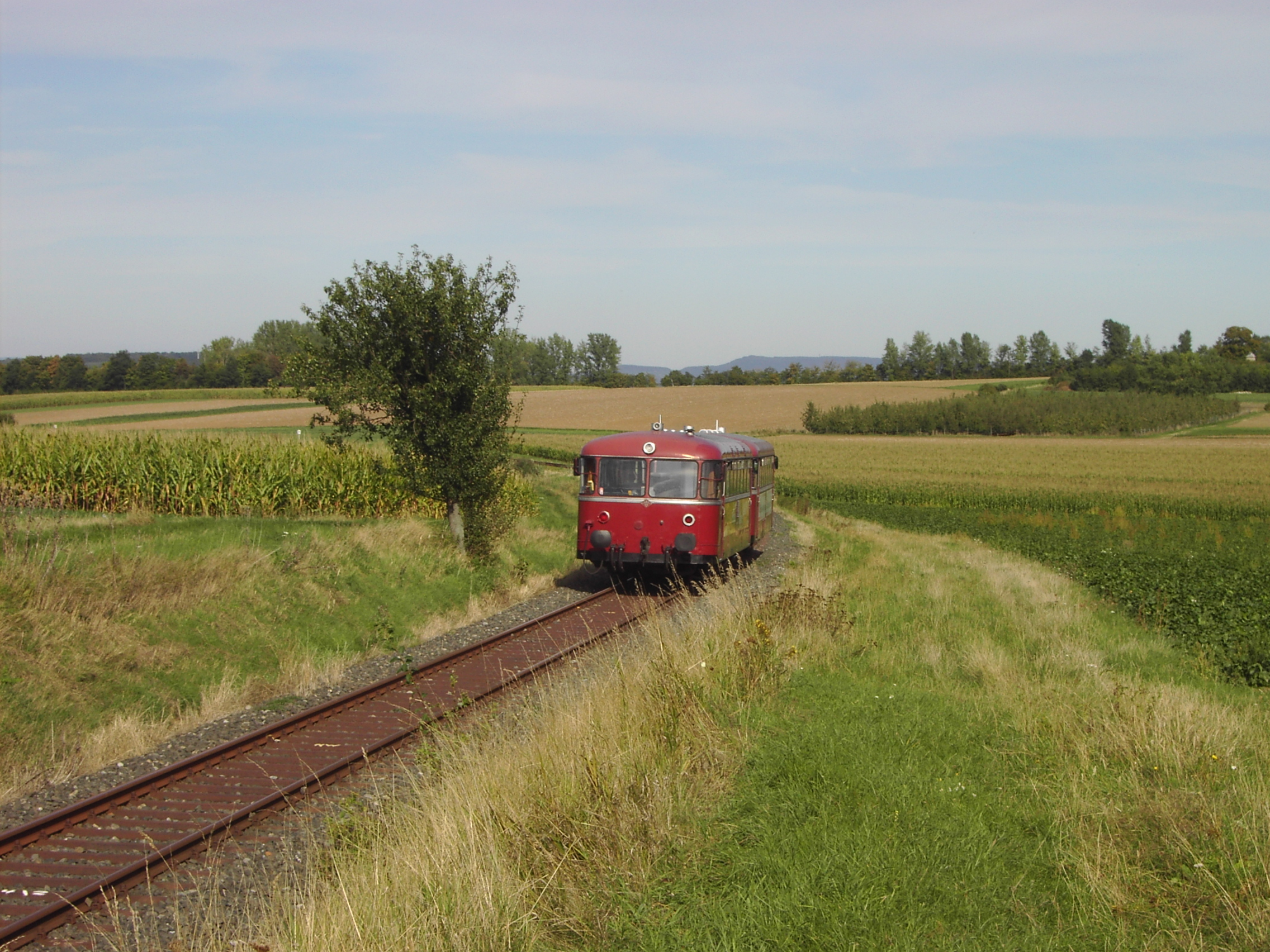
Reisezug der Mainschleifenbahn zwischen Prosselsheim und Escherndorf (2006)

Unmittelbar nach der offiziellen Stilllegung der Trasse wurde im September 1994 in Volkach die Interessengemeinschaft Mainschleifenbahn gegründet, die sich den Erhalt der Strecke zum Ziel gesetzt hatte. Bereits im Juli 1995 konnte als erster Erfolg die vorgesehene Demontage der Gleisanlagen durch die Deutsche Bahn verhindert werden. Den Ausbau der Abzweigweiche von der Bahnstrecke Bamberg–Rottendorf im Bahnhof Seligenstadt (bei Würzburg) am 17. Oktober 1998 konnte die Interessengemeinschaft jedoch nicht verhindern, so dass die Mainschleifenbahn seitdem vom Streckennetz der Deutschen Bahn getrennt und zum Inselbetrieb wurde. Auch die Mainbrücke in Volkach (eine Kombibrücke, auf der sich sowohl eine Straße als auch die Schienen der Mainschleifenbahn befanden) durfte aufgrund angeblich mangelnder Tragfähigkeit nicht mehr von Zügen befahren werden, obwohl für den wesentlich schwereren Militärverkehr auf der Straße keinerlei Gewichtsbegrenzung existierte. Im Juni 1996 verkehrte der Prototyp des damals neuen Dieseltriebwagens Talent der Aachener Firma Talbot zu Demonstrationszwecken eines attraktiven Schienenpersonennahverkehrs auf der Mainschleifenbahn. Im Frühjahr 1997 untersuchte die Bayerische Eisenbahngesellschaft (BEG) im Rahmen eines Verkehrsgutachtens eine mögliche Reaktivierung, die jedoch nicht umgesetzt wurde.

### Ausflugsbahn
Zum Streckenunterhalt wurde im März 2001 die Betriebsgesellschaft Mainschleifenbahn mbH (BGM) gegründet. Gesellschafter sind unter anderem der Landkreis Kitzingen, die Stadt Volkach und der Förderverein Mainschleifenbahn. Im Juli 2002 erhielt die BGM die Genehmigung als Eisenbahninfrastrukturunternehmen. Bereits im Januar 2002 pachtete die BGM die Strecke für 25 Jahre von der Deutschen Bahn. Zunächst wurden die bereits zugewachsene Trasse freigeschnitten und umfangreiche Sanierungsarbeiten durchgeführt. Dadurch erhielt die Strecke am 9. Juli 2003 die Betriebsgenehmigung. Im September 2003 konnte vom Förderverein Mainschleifenbahn ein eigenwirtschaftlicher Inselbetrieb für den Ausflugs- und Sonderverkehr aufgenommen werden (Eisenbahnverkehrsunternehmen: Pfalzbahn). Seither verkehren an Wochenenden zwischen Seligenstadt Mainschleifenbahn und Volkach-Astheim fahrplanmäßig Züge. Am 21. Oktober 2011 konnte schließlich der Förderverein Mainschleifenbahn die Strecke von der Deutschen Bahn kaufen.

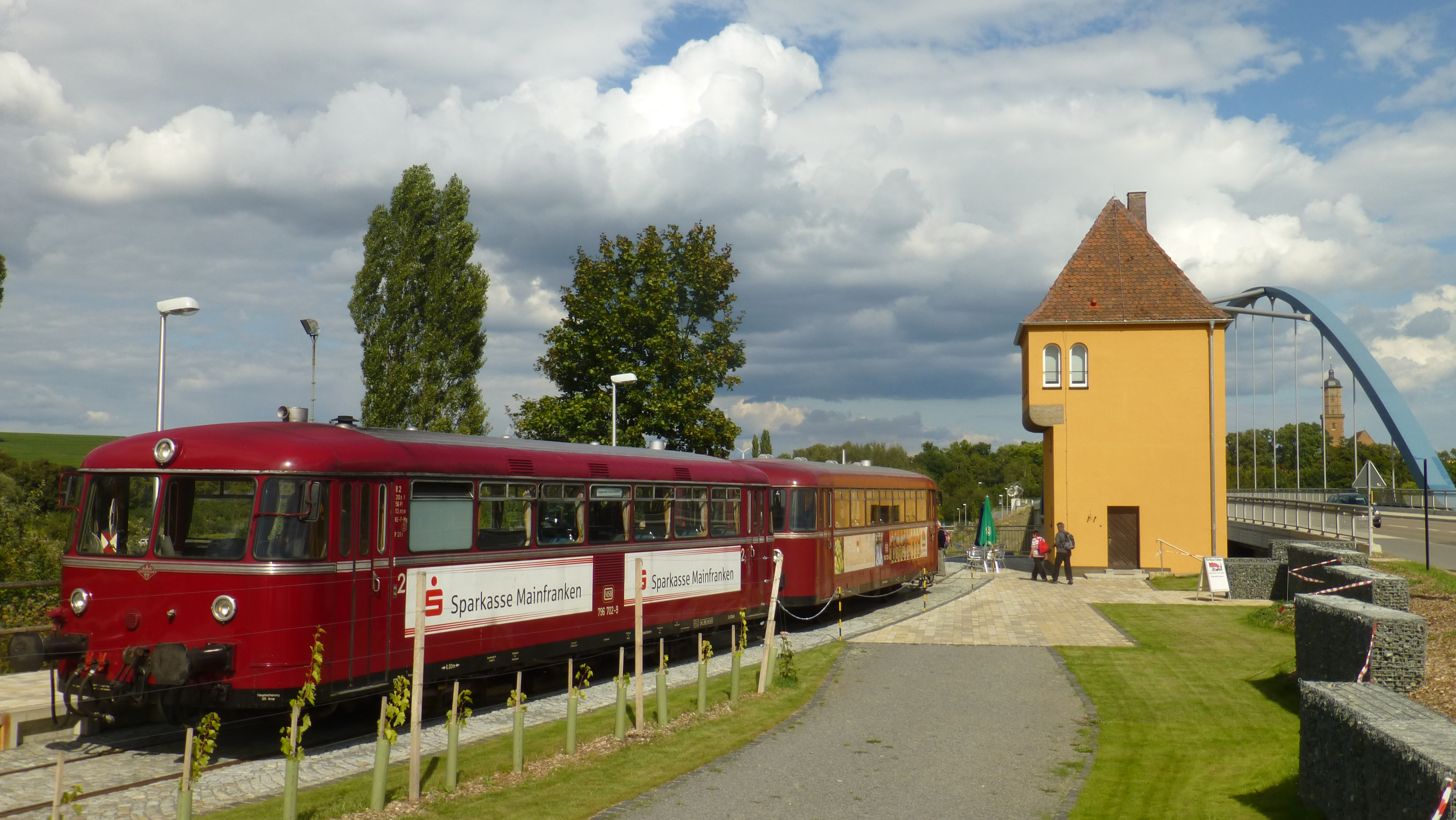
Reisezug der Mainschleifenbahn in Volkach-Astheim (2014)

Seit September 2003 werden von Mai bis Oktober an allen Sonn- und Feiertagen sowie ab September auch an Samstagen wieder Züge angeboten. Weiterhin gibt es Sonderfahrten u. a. an Ostern, Nikolaus sowie zum Volkacher Weinfest. Die Züge fuhren anfangs im Stundentakt, der zu Beginn der Saison 2005 auf ein zweistündliches Angebot reduziert wurde. Die Abfahrtszeiten sind in Seligenstadt auf die der Anschlusszüge aus Würzburg und in Volkach auf die der Ausflugsschiffe abgestimmt. Die eingleisige Strecke wird mit einfachem Zugleitbetrieb im Ein-Zug-Betrieb betrieben (es sind keine Endbahnhöfe oder Kreuzungsgleise mehr vorhanden).
Langfristig verfolgt die Interessengemeinschaft eine Wiederaufnahme des SPNV nach Volkach. Da die Trasse zwischen Mainbrücke und dem ehemaligen Bahnhof Volkach auf Wunsch der Stadt Volkach mit Wirkung 31. Januar 2002 vom Eisenbahn-Bundesamt entwidmet wurde, ist dieses Ziel in weite Ferne gerückt. Endpunkt ist der heutige Haltepunkt Astheim. Während eine Wiederanbindung der Strecke durch eine neue Anschlussweiche in Seligenstadt relativ schnell, wenn auch mit größerem finanziellen Aufwand, zu realisieren wäre, wird die Überquerung des Mains in Volkach nicht mehr angestrebt. Im Fall einer Reaktivierung sind P&R-Plätze sowie Busschleifen in Astheim vorgesehen. Der VCD hält eine Sanierung der Strecke und den Einsatz moderner Niederflurfahrzeuge für notwendig sowie – im Hinblick auf die oft diskutierte Würzburger Regionalstadtbahn – sogar eine Elektrifizierung. In näherer Zukunft wird der Fortbestand der Strecke aber zunächst davon abhängen, dass es dem Förderverein Mainschleifenbahn gelingt, die finanziellen Mittel für den weiteren Erhalt der Strecke zu erwirtschaften. Dazu ist er fast ausschließlich auf Fahrgeldeinnahmen aus seinen Plan- und Sonderfahrten angewiesen. Im Jahr 2010 hatte die Bahn 12.000 Fahrgäste.
Die kombinierte Straßen- und Eisenbahnbrücke wurde ab 5. September 2011 durch eine neue 199 Meter lange, mehrteilige Brücke (Baubeginn Herbst 2009) ersetzt und anschließend abgebrochen. Auf der neuen Brücke ist kein Eisenbahngleis mehr vorhanden. Das alte Brückenhaus blieb auf Drängen der Interessengemeinschaft bestehen und ist nun Teil der neuen Endstation Volkach-Astheim. Der Verkehrsclub Deutschland (VCD) forderte den Freistaat Bayern auf, Finanzmittel bereitzustellen, um entweder die neue Brücke mit einem Gleis auszustatten oder eine separate Eisenbahnbrücke zu bauen, er blieb damit aber ebenso erfolglos wie die Interessengemeinschaft Mainschleifenbahn.

### Bemühung um eine Reaktivierung im täglichen Betrieb
2019 wurde eine Wiederinbetriebnahme der Strecke für den regulären Verkehr diskutiert. Unterstützung findet dieses Vorhaben durch die Landkreise Kitzingen, Würzburg und Schweinfurt sowie durch die Städte Volkach, Würzburg, Schweinfurt und die Gemeinde Prosselsheim. Ein von der Bayerischen Eisenbahngesellschaft in Auftrag gegebenes Gutachten ergab ein Fahrgastpotenzial von 1400 Personen pro Tag. Somit werden die für die Reaktivierung vom Freistaat Bayern geforderten 1000 Personen überschritten.
Am 17. Mai 2021 wurde die Mainschleifenbahn-Infrastruktur-GmbH (MIG) gegründet, deren Hauptgesellschafter die Landkreise Würzburg und Kitzingen sind. Vorrangiges Ziel ist die Instandsetzung der Gleise und Anlagen, um einen Regelverkehr zu ermöglichen. Am 18. August 2022 wurden durch die MIG erste Planungsleistungen zur Reaktivierung der Bahnstrecke vergeben.
2024 wurde für die geplante Reaktivierung in einer Nutzen-Kosten-Analyse in der standardisierten Bewertung ein deutlicher volkswirtschaftlicher Nutzen nachgewiesen sowie erneut ein Fahrgastpotenzial von über 1000 Personen pro Tag ermittelt. Dabei sind eine Erhöhung der Streckenhöchstgeschwindigkeit von 50 auf 80 km/h, der Bau von drei Stationen in Prosselsheim, in Eisenheim und in Astheim, sowie die Wiedereinbindung in den Bahnhof Seligenstadt vorgesehen. Ein durchgehender Verkehr bis Würzburg in 25 Minuten mit Akkumulatortriebwagen könnte demnach zum Fahrplanjahr 2029 aufgenommen werden. Die Kreistage der Landkreise Kitzingen und Würzburg beschlossen am 28. Oktober 2024 in einer gemeinsamen Sitzung einstimmig die Finanzierung der Entwurfs- und Genehmigungsplanung mit geplantem Abschluss voraussichtlich Ende 2025 und beauftragten die Mainschleifenbahn-Infrastruktur-GmbH mit der Suche nach einem Eisenbahninfrastrukturunternehmen. Die DB InfraGO sagte den nötigen Umbau des Bahnhofs Seligenstadt bis 2028 zu.
In der Ausschreibung für das Südthüringen-Unterfranken-Netz für die Fahrplanjahre 2029 bis 2036 wird voraussichtlich eine Linie Würzburg–Seligenstadt–Volkach-Astheim als Eventualposition aufgenommen.

## Streckenbeschreibung

### Verlauf
Nach Verlassen des Bahnhofs Seligenstadt (bei Würzburg) schwenkt das Gleis zunächst in Richtung Osten, führt durch Äcker und Felder und steigt leicht an. Ihren Höchstpunkt erreicht die Strecke bei 290 m ü. NN, bevor sie größtenteils durch Einschnitte Prosselsheim erreicht. Nach dem Bahnhof umrundet sie den Ort, fällt zunächst wieder leicht ab, steigt danach kräftig an und senkt sich wieder etwas bis Eisenheim. Von dort bis Escherndorf verläuft die Mainschleifenbahn weitgehend parallel zur Staatsstraße 2260, danach zum Teil durch ein Wald- und Naturschutzgebiet am Nordhang des Maintals. Die Trasse fällt bereits ab Escherndorf stetig ab, überwindet auf rund vier Kilometern bis Astheim knapp 70 Höhenmeter. In Astheim stößt sie wieder auf die Staatsstraße 2260, mit der sie gemeinsam den Main überquerte, nach Süden abknickte und den Endbahnhof Volkach erreichte.

### Betriebsstellen

Bahnhof Prosselsheim

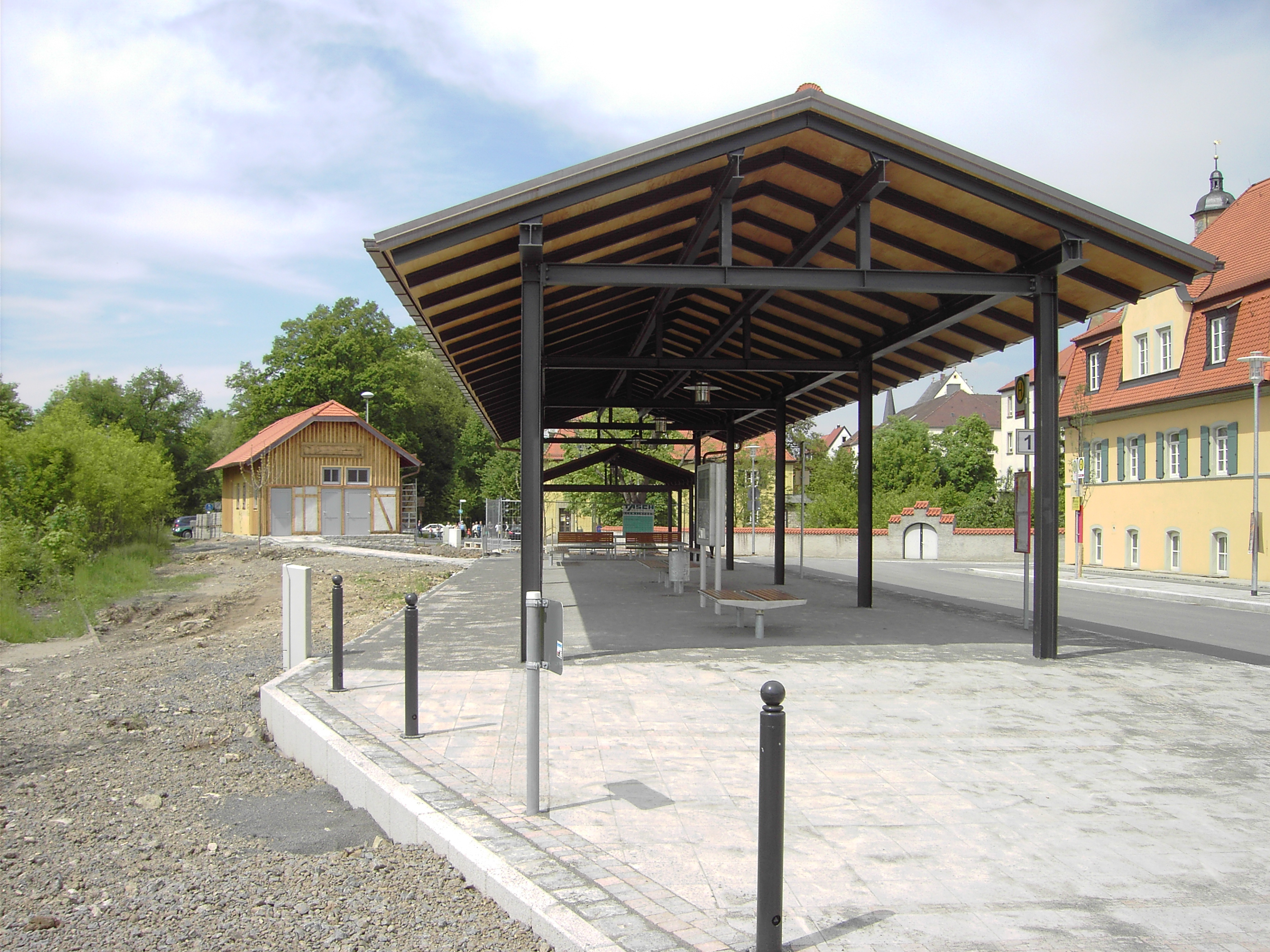
Busbahnhof auf dem Gelände des Bahnhofs Volkach (Main), 2005. Im Hintergrund links das ehemalige Empfangsgebäude.

Bei ihrer Eröffnung hatte die Strecke sieben Bahnhöfe und Haltepunkte: Seligenstadt als Abzweigbahnhof, Prosselsheim, Untereisenheim (später Eisenheim), Escherndorf, Vogelsburg, Astheim und Volkach als Endbahnhof.
Der Haltepunkt Vogelsburg wurde bereits 1922 stillgelegt, da er nur sehr schwach genutzt wurde und seine Lage an einem steigungsreichen Abschnitt teilweise zu Anfahrschwierigkeiten führte. Die Bahnhofsgebäude in Prosselsheim, Eisenheim und Volkach waren als eingeschossige Bauwerke mit Holzverkleidung konzipiert. Während jene in Prosselsheim und Volkach saniert worden sind und anderweitigen Zwecken dienen, befindet sich das Gebäude in Eisenheim seit 1969 in Privatbesitz. In Volkach wurde auf dem Gelände des ehemaligen Bahnhofs (Güterschuppen) im Juli 2005 ein sogenannter Busbahnhof errichtet. Einzig der Bahnhof Seligenstadt erhielt als Durchgangsstation der Ludwigs-West-Bahn ein repräsentatives Empfangsgebäude, das bis Ende Oktober 2012 noch mit einem Fahrdienstleiter besetzt war. Seither werden Weichen und Signale vom EStW Rottendorf bedient. Im Rahmen der Wiederaufnahme des Touristikverkehrs wurden in Seligenstadt, Prosselsheim, Escherndorf und Astheim neue Bahnsteige mit 38 cm Kantenhöhe gebaut. Mit jeweils rund dreißig Metern Länge bieten sie Platz für eine Schienenbus-Doppelgarnitur. Mitte April 2007 begannen die Bauarbeiten für den bereits seit 2004 geplanten Haltepunkt Eisenheim, die nach nur vier Tagen Bauzeit beendet werden konnten, so dass der Haltepunkt zum Beginn der Saison 2007 am 1. Mai einsatzbereit war. Der neue Haltepunkt liegt einige Meter entfernt vom alten Bahnhofsgebäude.
Mit Beginn der Saison 2014 wurde der Haltepunkt Astheim direkt an das denkmalgeschützte Brückenhaus verlegt. Dort auf der ehemaligen Brückenzufahrt wurden u. a. eine Wartehalle und ein gepflasterter, behindertenfreundlicher Bahnsteig mit Beleuchtung errichtet. Auf dem Brückenkopf erinnert ein kurzes Seitenstück der 1949 eröffneten Roth-Waagner-Brücke an die einstige Mainquerung.

## Fahrzeugeinsatz
In den Anfangsjahren wurden die Leistungen mit Lokalbahnlokomotiven vom Typ PtL 2/2 (Baureihe 98/3 und 98/4, auch Glaskasten genannt) bespannt. Ab 1923 setzte sich die Baureihe 98.7 (Bayerische BB II) durch. Diese wurden ab 1934 durch Baureihe 98/7 (Bayerische GtL 4/4) und Baureihe 64 (Bubikopf) ersetzt. 1966 wurde die Traktion von Dampf auf Diesellokomotiven der Baureihe V 100 umgestellt. Bis zu ihrer Stilllegung verkehrten auf der Mainschleifenbahn bis 1968 Personenzüge, am Ende bespannt von Diesellokomotiven der Baureihen V 100, V 60 und V 90. Dazu kamen regelmäßige Übergabegüterzüge sowie Ölzüge für das Volkacher Tanklager (bis 1991).
Bei der Aufnahme des Touristikbetriebs im September 2003 wurde ein von den Eisenbahnfreunden Zollernbahn aus Tübingen gemieteter Schienenbus eingesetzt, der seit der Saison 2004 von einer eigenen Schienenbus-Garnitur des Fördervereins Mainschleifenbahn ersetzt wurde. Sie besteht aus einem Triebwagen (796 702) und einem dazugehörigen Steuerwagen mit Fahrradabteil (996 726). Die BGM verfügt über weitere Fahrzeuge, die für die Instandhaltung und Wartung der Strecke nötig sind.